# Cena Ferdinanda Peroutky
[potřebuje aktualizovat]
Cena Ferdinanda Peroutky je novinářské ocenění, které bylo uvedeno u příležitosti 100. výročí narození českého novináře a publicisty Ferdinanda Peroutky.

## Založení
Cena vznikla v roce 1995 v rámci Nadace Lidových novin a jejím smyslem bylo zvýšit prestiž práce novinářů a publicistů. U založení ceny stáli Jiří Ruml, Slávka Peroutková, Miloslav Petrusek, Antonín Přidal, Terezie Jungrová, Zdeněk Mahler, Josef Protiva, Pavel Pecháček, Karel Pecka, Madla Vaculíková, Jan Petránek a Ondřej Pittauer.

## Sdružení Ferdinanda Peroutky
Členy Sdružení Ferdinanda Peroutky, které Cenu udílí, jsou: Slávka Peroutková, Vladimír Bako, Jan Bednář, Jan Dražan, Martin Groman (předseda), Jiří Kánský, Terezie Kaslová (místopředsedkyně), Libuše Koubská, Jiří Padevět, Petr Pithart, Jindřich Šídlo, Margareta Vojtková. 
Kromě udělování Ceny Sdružení Ferdinanda Peroutky také připravilo a podpořilo vydání základního Peroutkova díla Budování státu v jeho zkrácené verzi. Dále sponzorovalo třídílné vydání Peroutkových promluv z Rádia Svobodná Evropa pod názvem Mluví k vám Ferdinand Peroutka. V současné době z jeho iniciativy vznikají Spisy Ferdinanda Peroutky, které připravují ve spolupráci s vydavatelstvím Academia.
Podíleli se také na úpravě památníku Karla Čapka na Strži u Dobříše, kde byla jedna místnost upravena do podoby v době, kdy tam přebýval i Ferdinand Peroutka. Různé osobní relikvie věnovala tomuto muzeu jeho třetí žena Slávka.
Sdružení Ferdinanda Peroutky spolupracuje také s dalšími neziskovými organizacemi – například se Společností bratří Čapků, Národním muzeem, Centrem současného umění DOX nebo Knihovnou Václava Havla.

## Podmínky udělení
Vyznamenaní cenou by měli mít vlastnosti, které jsou oceňovány na Ferdinandu Peroutkovi – naprostou bezúhonnost, vysokou mravní integritu, osobní zodpovědnost za společenské důsledky svého publicistického působení. Práce laureátů má mít mimořádnou úroveň a musí vycházet z demokratické orientace.

## Laureáti
- 1995 – Jiří Ješ, Robert Tamchyna, Teodor Marjanovič
- 1996 – Ivan Hoffman, Vladimír Mlynář
- 1997 – Jindřiška Klímová, Petra Procházková, Jaromír Štětina, Petr Jančárek, Eva Klausnerová
- 1998 – Antonín Přidal, Bohumil Pečinka, Alena Červenková, Lucie Vopálenská, Jura Kavan a TV pořad Na hraně
- 1999 – Jaroslav Jírů, Jan Jůn, Zbyněk Petráček
- 2000 – Alexandr Mitrofanov, Petr Nováček, Václav Burian, čestné uznání pro tým zpravodajství České televize
- 2001 – Milan Maryška, Jiří Reichl, Jindřich Frýda, Jan Urban, Sabina Slonková, Jiří Kubík
- 2002 – Jiří Loewy, Jana Lorencová, Luboš Palata
- 2003 – Soňa Čechová, Barbora Šámalová, Michal Kubal, František Šulc, Jana Klusáková, čestné uznání Klubu Domino – DTA
- 2004 – Jiří Hanák, Josef Klíma, Tomáš Němeček
- 2005 – Adam Černý, Jiří Franěk, Václav Souček
- 2006 – Jiří Kovtun, Jindřich Šídlo, Renata Kalenská
- 2007 – Karel Hvížďala, Adam Drda, Karel Tejkal
- 2008 – Ivan Medek, Erik Tabery a Milan Slezák
- 2009 – Petruška Šustrová, Pavel Kosatík a Jan Macháček
- 2010 – Vítězslav Houška, Zdenek Slouka, Ludvík Vaculík[3]
- 2011 – Radka Kvačková, Jaroslav Spurný, Jan Bednář,[4] čestná cena Jan Petránek
- 2012 – Petr Fischer, Petr Příhoda[5]
- 2013 – Ivan Klíma, Jiří Peňás[6]
- 2014 – Martin Veselovský, Petr Třešňák[7]
- 2015 – Marek Wollner, Luboš Dobrovský[8]
- 2016 – Petr Honzejk, Vladimír Kučera[9]
- 2017 – Jana Klímová, Jakub Szántó[10]
- 2018 – Jaroslav Kmenta, Ondřej Kundra[11]
- 2019 – Ondřej Štindl[12]
- 2020 – Petr Koubský, Daniel Stach[13]
- 2021 – Tereza Engelová, Martin Řezníček[14]
- 2022 – Martin Dorazín, Ivana Svobodová[15]
- 2023 – Saša Uhlová, Jan Fingerland[16]
- 2024 – Marie Bastlová, Marek Vagovič